# Viktor Sanikidze
Viktor Sanikidze en georgiano: ვიქტორ სანიკიძე (nacido el 1 de abril de 1986, en Tiflis, Georgia) es un político, dirigente deportivo y exjugador de baloncesto profesional  georgiano que jugaba en las posiciones de alero y ala pívot. Actualmente es presidente de la Federación de Baloncesto de Georgia.

## Trayectoria como jugador

### Etapa juvenil
Sanikidze comienza su carrera en los equipos juveniles del Academy Tbilisi en Georgia. En la temporada 2001-02 asistió al Globe Tech Junior College en Nueva York. En la temporada 2002-03 volvió a Georgia para jugar de nuevo en el Academy Tbilisi.

### Etapa profesional

#### Europa
En 2003, Sanikidze firma por el JDA Dijon de la liga francesa un club que también participaba en la tercera competición europea, la FIBA Euro Cup llegando hasta las finales de este torneo en su preimer año en el equipo donde perdieron contra el Mitteldeutscher BC. En este equipo continuo jugando en las temporadas 2003-04, 2004-05 y 2005-06.
En la temporada 2006-07 Sanikidze firma por el MMT Estudiantes, club de la liga ACB española. Un club que también competía en la FIBA Euro Cup esa temporada. Siguió en el equipo la temporada 2007-08 pero se perdió prácticamente toda la temporada debido a una lesión.
Tras esto Sanikidze fue contratado por el Tartu Ülikool/Rock de la liga estonia, equipo que competía en la propia liga estonia, en la liga báltica, y en la FIBA Euro Cup.
En la temporada 2013 / 2014 jugó en el CAI Zaragoza.

#### NBA
Sanikidze fue seleccionado en el puesto 42 del draft de 2004 por los Atlanta Hawks, pero sus derechos fueron traspasados en la misma noche a los San Antonio Spurs por una elección en segunda ronda del draft de 2005. Los Spurs aun conservan sus derechos pero no le han ofrecido ningún contrato por lo que continúa jugando en Europa. En julio de 2007, jugó con los Spurs la liga de verano de Rocky Mountain Revue, anotando 15 puntos en la derrota contra Philadelphia 76ers.

### Selección nacional de Georgia
Sanikidze también ha jugado con las selecciones júnior de Georgia. Con esos equipos ha jugado el Europeo Sub-18 de la FIBA de 2004 y también el Europeo Sub-20 B en Ostchem en 2006.
Con el combinado absoluto georgiano disputó el EuroBasket 2011, EuroBasket 2013 y EuroBasket 2015.

## Trayectoria como dirigente deportivo
Sanikidze se desempeñó en la temporada 2019-20 como director deportivo del club griego Aris Salónica BC.
En diciembre de 2021 asumió como presidente de la Federación de Baloncesto de Georgia.

## Trayectoria como político
En diciembre de 2020 ingresó al Parlamento de Georgia como parte de las listas del partido Sueño Georgiano.